# Уес Браун
Уесли Майкъл „Уес“ Браун (на английски: Wesley Michael "Wes" Brown) е бивш английски футболист роден на 13 октомври 1979 г. в Лонгсайт, Манчестър, Голям Манчестър, Англия. От 1996 г. до 2011 г. той играе за английския Манчестър Юнайтед, но след това е продаден на „черните котки“ от Съндърланд. За „червените дяволи“ Браун има 232 мача и 3 гола. Той играе и за националния отбор на страната си за които има 23 мача и 1 гол.

## Кариера
Два пъти късане на коленни връзки и веднъж счупен глезен попречиха на кариерата на защитника, като той записа своя мач №200 едва през януари 2006 г., осем години след своя дебют. Участията му в първия отбор излъчват класа – неговите твърди шпагати, сила във въздуха и бързина по крилото, разкриват истинския талант на Уес.
Местно момче, роден в Лонгсайт, Браун се записва в школата през юли 1996 г., а професионалния си договор подписва 4 месеца по-късно. В първия си сезон с Резервите на Юнайтед печели наградата за Най-добър Млад Играч на Годината. Силните му игри му спечелват дебют в първия отбор на 4 май 1998 срещу Лийдс където влиза като резерва, а седмица по-късно срещу Барнзли записва и първо участие като титуляр.
Изиграва силен сезон 1998/99, но последват неприятните контузии в коляното през 1999/00 и в края на 2002/03, и счупения глезен през август 2002 г. Мнозина играчи биха се деморализирали при такъв лош късмет, но високит дух на Браун му помага да се завърне на терена през септември 2003, и да запише участия до края на сезон 2003/04.
През 2005/06 най-после печели доверие и става един от стълбовете в центъра на защитата, където непоколебимият му стил си пасва с по-скоро мудният и бавен тогава Рио Фърдинанд, но двамата успявят да изградят стабилност в отбраната. Очакванията бяха Уес Браун да бъде повикан отново в Англия за Световното първенство през 2006 г., но въпреки добрата си форма той е пренебрегнат и пропуска Мондиала.
През 2006/07 прекрасната игра на Неманя Видич и Рио Фърдинанд в сърцето на отбраната, подсказваше че Уес Браун няма да има много шансове, предвид централната позиция на която той играе. Но както винаги, той не се предава и гони своите шансове, като се възползва по най-добрия начин когато ги получава. Получава и повиквателна за националния отбор при победата с 5-0 над Андора през септември.
Когато сезона достига своята кулминационна точка, Уес записва своето участие №250 за Юнайтед, и печели своя четвърти шампионски медал в Премиършип.
Сезон 2007/08 се оказа най-успешна за Браун с екипа на Юнайтед. Той беше незаменима част от защитната четворка на „червените дяволи“ при отсъствието на дълготрайно контузения Гари Невил. Уес изигра най-много мачове от всички останали в отбора по пътя към спечелването на Премиършип и Шампионската лига. Освен това подписа нов четиригодишен договор с клуба през април 2008, като отбеляза и 10 години от дебюта си с червената фланелка.
Късметът обаче не бе на страната на англичанина през следващия сезон. Сър Алекс Фъргюсън често ротираше играчите на десния бек през август и септември 2008, и това не даваше много възможности за изява на Браун. На 25 октомври в двубоят срещу Евертън той получи травма в глезена, която го извади от терените за три месеца. През януари 2009 Уес се завърне в игра срещу Уест Бромич, но за твърде кратко време. Току възстановил се Браун отново получи контузия, която не му позволи да играе във финала на Купата на Лигата.
На 7 юли 2011 г. Уес подписва със Съндърланд четиригодишен договор за неоповестена сума. Дебюта си прави срещу Ливърпул, като е награден за играч на мача. НА 5 ноември си отбелязва автогол срещу бившия си клуб - Манчестър Юнайтед. Първия си гол защитникът отбелязва на Куинс Парк Рейнджърс на 21 декември за да донесе победата на неговия отбор с 3-2.

## Отличия с Манчестър Юнайтед
- Премиършип: 1999, 2001, 2003, 2006, 2008
- Шампионска лига: 1999, 2008
- ФА Къп: 1999, 2004
- Карлинг Къп: 2006
- Къмюнити Шийлд: 2003, 2007, 2008